# Jacob Deichmann
Jacob Deichmann (født 4. juli 1788, død 23. august 1853) var en dansk boghandler.

## Opvækst og ungdom
Jacob Deichmann blev født i Boddum præstegård i Thy, hvor faderen, Laurids Bartholomæus Deichmann (født 1761 død 1811), var præst, moderen var Elisabeth Sophie født Buch (født 1761 død 1827).
I sit 15. år blev han student (1802), og allerede i 1805 tog han juridisk eksamen, hvorefter han opnåede en ansættelse i Rentekammeret. Han forlod imidlertid -- med titlen sekretær -- hurtig embedsvejen.
4. marts 1808 ægtede han Bolette Gyldendal (født 6. april 1790), en datter af den bekendte boghandler Søren Gyldendal (død 1802), og flyttede derpå til en gård i sin fødeegn. Allerede 1809 vendte han imidlertid tilbage til København, hvor han overtog den Gyldendalske boghandel, der under ham fik fornyet glans.

## Gyldendalske Boghandel og Forlag
Med en mærkelig fin handelsånd og en klar, omskuende tanke forenede han en næsten sensibel ordenssans og et ofte omtalt, for de vanskelige tider godt passende "Forsigtighedsprincip". Han forenede straks en papirhandel med boghandelen og lagde vægten på handelen med andre boghandleres artikler ligesom med udenlandsk litteratur. Han bragte herved grene af den danske boghandel, som hidtil havde været forsømte, ind i et rationelt spor, og hvad endelig forlag angår, voksede der lidt efter lidt et sådant op under ham.
Det blev imidlertid ikke tidens æstetiske, der væsentlig fandt et hjem hos C.A. Reitzel, og heller ikke folkelitteraturen, der nu, da papirmaskinen og hurtigpressen trængte frem, og træsnittet afløste kobberstikket, begyndte at vokse. Deichmann, der havde tilegnet sig en næsten lærd dannelse, som han dog med sin ejendommelige beskedenhed næsten skjulte, fik efterhånden navnlig et videnskabeligt forlag.

## Foreningsvirksomhed og Stænderforsamlingerne
Hans betydning ligger imidlertid ikke så meget heri som deri, at han efter metodisk at have ordnet sin egen boghandel gjorde det samme for hele Danmarks vedkommende, ja, for Norge og Sverige med. Efter hans initiativ dannedes i januar 1837 Boghandlerforeningen, der slog fast, hvem der kunde betragtes som boghandler, ligesom den skabte bestemte bogpriser og faste rabatregler.
Det hidtil stedfundne køb og salg af bøger blev til virkelig boghandel, og disciple fra den Gyldendalske Boghandel, som den vedblev at stå i livlig forbindelse med, førte systemet til Norge og Sverige. Videre skabte Deichmann i 1839 også en Forlagsforening. Hvad Deichmann således udrettede, udrettede han på en ejendommelig tyst måde, og karakteristisk for hans afgjorte ulyst til at træde frem er det, at han akkurat var formand for Boghandlerforeningen, da den stiftedes, men ingen sinde senere.
Noget lignende viser sig i de forskellige, både litterære og velgørende, selskaber, af hvis bestyrelser han efterhånden blev medlem, ligesom i Roskilde Stænderforsamling. Som 3. suppleant for København fik han sæde i den 1838 og 1840. Han gjorde praktisk nytte her, en tid som en af Stændertidendens redaktører, men til at tale dristede han sig ikke. Han nød og beundrede ethvert godt foredrag og navnlig Anders Sandøe Ørsteds.

## Sidste tid
Deichmann var en konservativ natur, og tidens udvikling henimod 1848 var ikke efter hans sind. Han ønskede efterhånden mere og mere at trække sig tilbage til et stille, granskende liv. Da hans ægteskab var barnløst, overdrog han 1846 sin discipel Frederik V. Hegel først det Gyldendalske sortiment og derpå i 1850 også forlaget, og nu fordybede han sig i sproglige, historiske og matematiske studier. Efter nogen tids svagelighed døde han 23. august 1853 på sit landsted i Kongens Lyngby. Allerede som boghandler havde han fået titlen kancelliråd. -- Hans hustru overlevede ham til 1. februar 1877.